# Coupe Mitropa 1934
 (janvier 2019).
Navigation
Édition précédente Édition suivante
La Coupe Mitropa 1934 est la huitième édition de la Coupe Mitropa, qui est remportée par le club italien du Bologne FC, et ceci pour la seconde fois après 1932.

## Compétition
Les matchs des huitièmes, des quarts, des demies ainsi que la finale sont joués en format aller-retour.

### Huitièmes de finale
| Équipe 1        | Résultat | Équipe 2         | Aller | Retour |
| --------------- | -------- | ---------------- | ----- | ------ |
| Ferencváros TC  | 10-1     | Floridsdorfer AC | 8-0   | 2-1    |
| SK Kladno       | 4 -3     | Inter            | 1-1   | 3-2    |
| Bologne FC      | 3-2      | Bocskai FC       | 2-0   | 1-2    |
| Slavia Prague   | 2-4      | Rapid Vienne     | 1-3   | 1-1    |
| Austria Vienne  | 2-4      | Újpest FC        | 1-2   | 1-2    |
| Juventus        | 5-2      | Teplitzer FK     | 4-2   | 1-0    |
| Admira Vienne   | 2-2      | SSC Naples       | 0-0   | 2-2    |
| MTK Budapest FC | 6-6      | Sparta Prague    | 4-5   | 2-1    |

### Quart de finale
| Équipe 1       | Résultat | Équipe 2      | Aller | Retour |
| -------------- | -------- | ------------- | ----- | ------ |
| Ferencváros TC | 7-4      | SK Kladno     | 6-0   | 1-4    |
| Újpest FC      | 2-4      | Juventus FC   | 1-3   | 1-1    |
| Bologne FC     | 7-5      | Rapid Vienne  | 6-1   | 1-4    |
| Admira Vienne  | 6-3      | Sparta Prague | 4-0   | 2-3    |

### Demi-finales
| Équipe 1       | Résultat | Équipe 2   | Aller | Retour |
| -------------- | -------- | ---------- | ----- | ------ |
| Ferencváros TC | 2-6      | Bologne FC | 1-1   | 1-5    |
| Admira Vienne  | 4-3      | Juventus   | 3-1   | 1-2    |

### Finale
| Équipe 1      | Résultat | Équipe 2   | Aller | Retour |
| ------------- | -------- | ---------- | ----- | ------ |
| Admira Vienne | 4-7      | Bologne FC | 3-2   | 1-5    |